# Temple protestant de Tunis
Le temple protestant de Tunis est un temple de l'Église réformée de Tunisie situé dans la ville de Tunis (Tunisie), au numéro 36 de la rue Charles-de-Gaulle. Celui-ci est dédié au Christ Rédempteur.

## Histoire
L'église a été construite en 1889 à l'initiative de Mme Cambon, la femme du résident général de France, Paul Cambon (1882-1886), pour le culte protestant réformé français.
L'édifice est restauré en 2011. La communauté est liée à l'Église protestante unie de France et comprend une quinzaine de nationalités en 2017. L'assistance au culte du dimanche regroupe une cinquantaine de personnes en moyenne.